# Oswaldo Calero
Oswaldo Calero (Santa Marta, Colombia; 24 de abril de 1945 – Pereira, Colombia; 23 de mayo de 1997) fue un futbolista de Colombia que jugó en la posición de centrocampista.

## Carrera

### Club
| Periodo   | Club              |
| --------- | ----------------- |
| 1968-1972 | Deportivo Pereira |
| 1973-1978 | Deportivo Cali    |
| 1978-1981 | Deportivo Pereira |
| 1982      | Once Caldas       |

### Selección nacional
Jugó para Colombia en 11 ocasiones de 1975 a 1977 y anotó un gol en la Copa América 1975 en la victoria por 2-0 sobre Ecuador en Bogotá.

## Muerte
Calero murió en Pereira el 23 de mayo de 1997 debido a las heridas sufridas en un accidente de tráfico el 4 de mayo.

## Logros
- Categoría Primera A (1): 1974